# U-Bahnhof Rotkreuzplatz
Der U-Bahnhof Rotkreuzplatz der Münchner U-Bahn liegt unter dem gleichnamigen Platz, der nach dem Rotkreuzkrankenhaus benannt ist. Der Bahnhof liegt im Stadtteil Neuhausen.

## Beschreibung
Der Bahnhof wurde am 8. Mai 1983 eröffnet und war bis 1998 der nördliche Endpunkt der U1. Außerdem hält seit dem 12. Dezember 2011 ebenfalls die Verstärkungslinie U7 am U-Bahnhof, die bereits bis 2006 dort endete und nur in der Hauptverkehrszeit fährt. Der Bahnhof ist ähnlich gestaltet wie die Bahnhöfe Maillingerstraße und Stiglmaierplatz, besitzt aber keine Stützen. Die Hintergleiswände bestehen aus hellbraunen und weißen Lamellen, die gleichsam dicker bzw. dünner werden. Am Rotkreuzplatz wurden im Jahr 2008 ockerfarbene Bleche unter den Wandverkleidungen der Hintergleiswände nachgerüstet. Ähnlich wie die anderen Bahnhöfe besteht auch hier die Decke aus Aluminiumlamellen und der Boden aus Kunststeinplatten im Isarkiesel-Motiv. Die Decke über den Gleisen besteht aber aus Beton, der dunkel gestrichen wurde und so aus dem Sichtbereich entfernt wurde. Im vergleichsweise weitläufigen, südöstlichen Sperrengeschoss befinden sich ein Kiosk und ein Blumengeschäft. An der Oberfläche besteht Umsteigemöglichkeit zur Straßenbahnlinie 12.
| Linie | Linienverlauf |
| ----- | --- |
| U1    | Olympia-Einkaufszentrum – (625 m) – Georg-Brauchle-Ring – (788 m) – Westfriedhof – (830 m) – Gern – (1007 m) – Rotkreuzplatz – (1102 m) – Maillingerstraße – (878 m) – Stiglmaierplatz – (1071 m) – Hauptbahnhof – (905 m) – Sendlinger Tor – (746 m) – Fraunhoferstraße – (1116 m) – Kolumbusplatz – (898 m) – Candidplatz – (692 m) – Wettersteinplatz – (585 m) – St.-Quirin-Platz – (923 m) – Mangfallplatz |
| U7    | Olympia-Einkaufszentrum – (625 m) – Georg-Brauchle-Ring – (788 m) – Westfriedhof – (830 m) – Gern – (1007 m) – Rotkreuzplatz – (1102 m) – Maillingerstraße – (878 m) – Stiglmaierplatz – (1071 m) – Hauptbahnhof – (905 m) – Sendlinger Tor – (746 m) – Fraunhoferstraße – (1116 m) – Kolumbusplatz – (711 m) – Silberhornstraße – (553 m) – Untersbergstraße – (654 m) – Giesing – (1280 m) – Karl-Preis-Platz – (868 m) – Innsbrucker Ring – (982 m) – Michaelibad – (1708 m) – Quiddestraße – (778 m) – Neuperlach Zentrum |